# Graphium euphratoides
Graphium euphratoides är en fjärilsart som först beskrevs av Eimer 1889.  Graphium euphratoides ingår i släktet Graphium och familjen riddarfjärilar. Inga underarter finns listade i Catalogue of Life.